# Liparidae

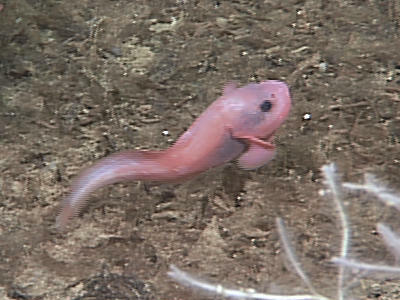
Careproctus ovigerum.

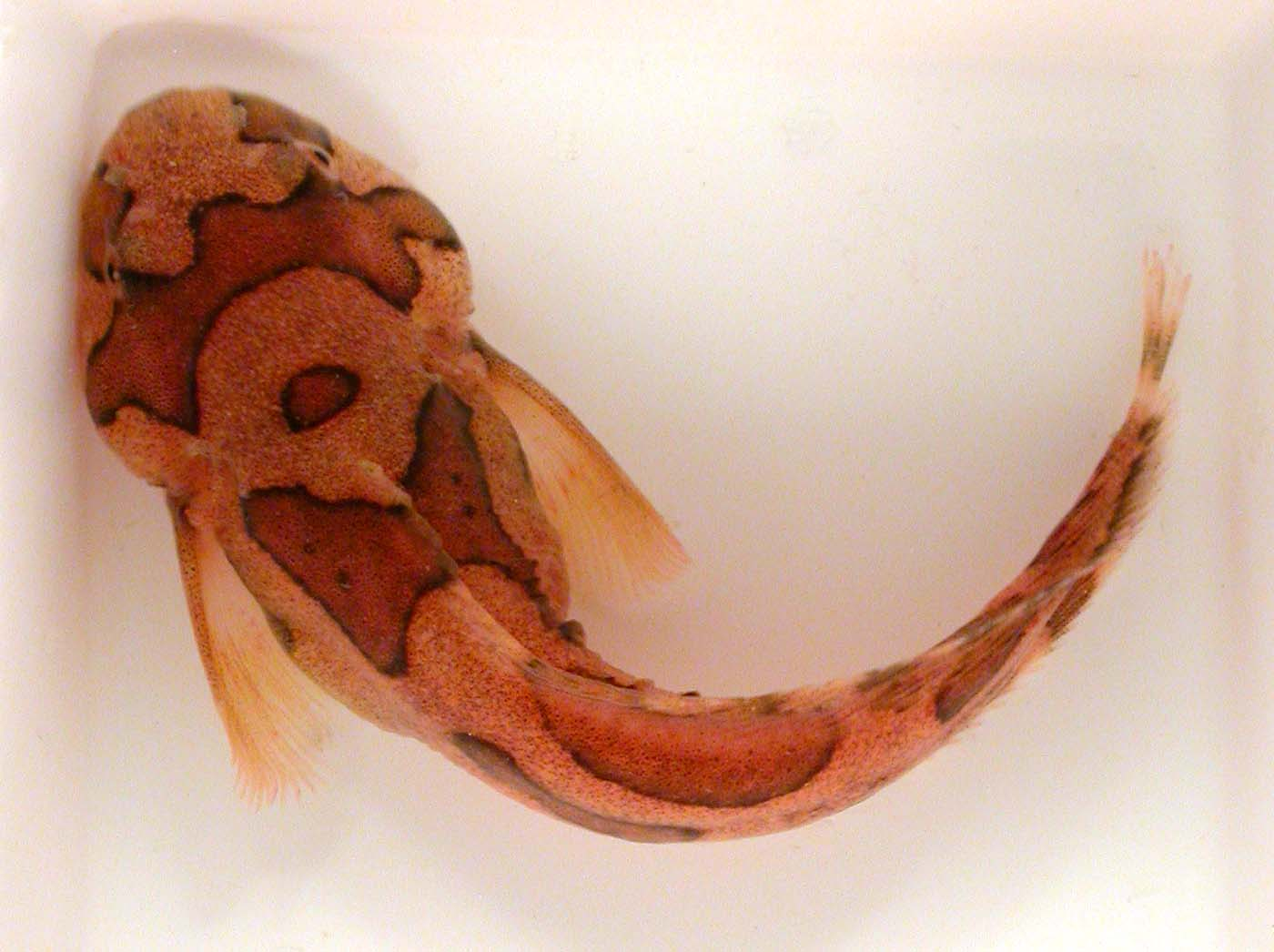
Liparis marmoratus.

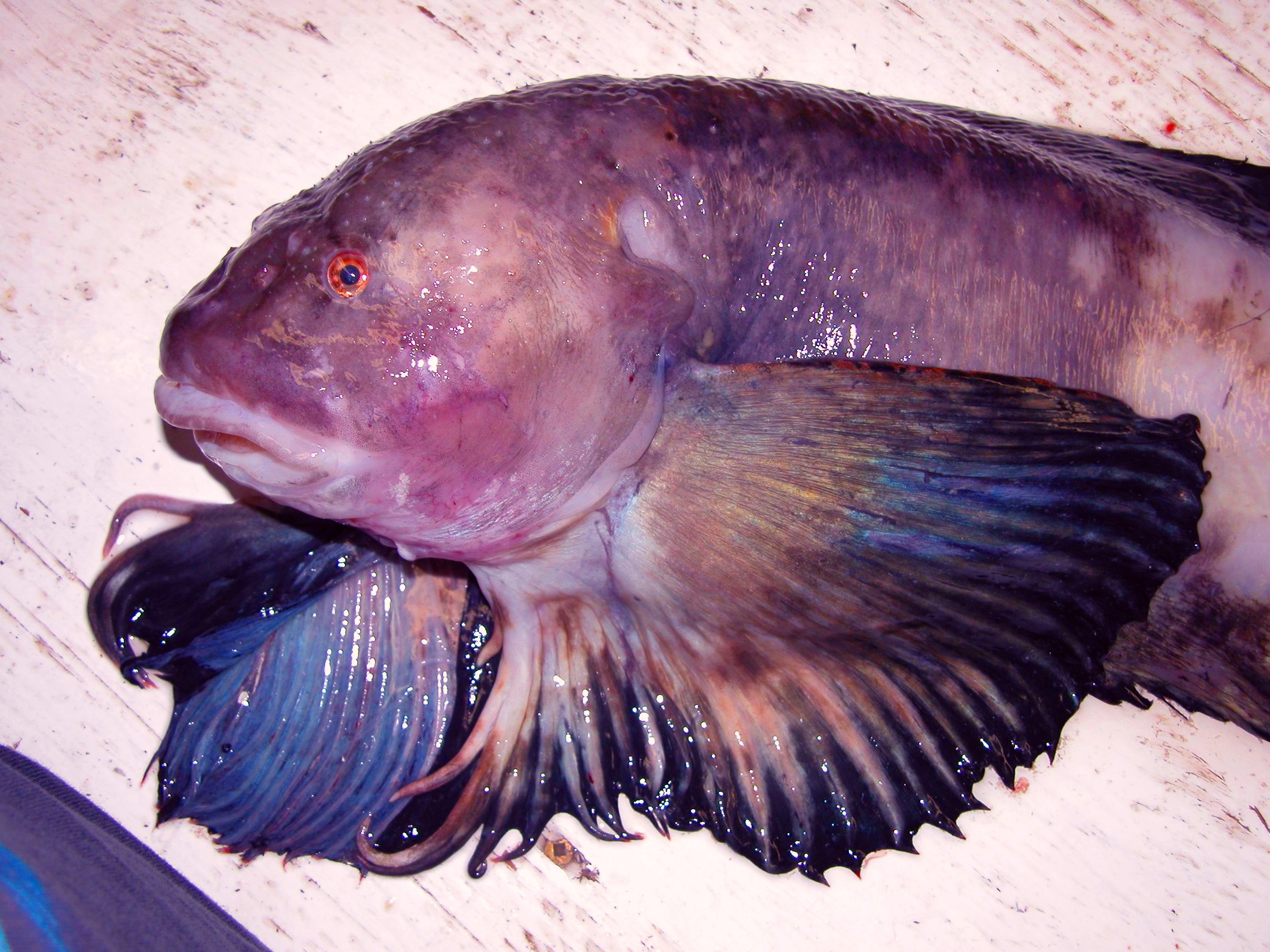
Liparis catharus.

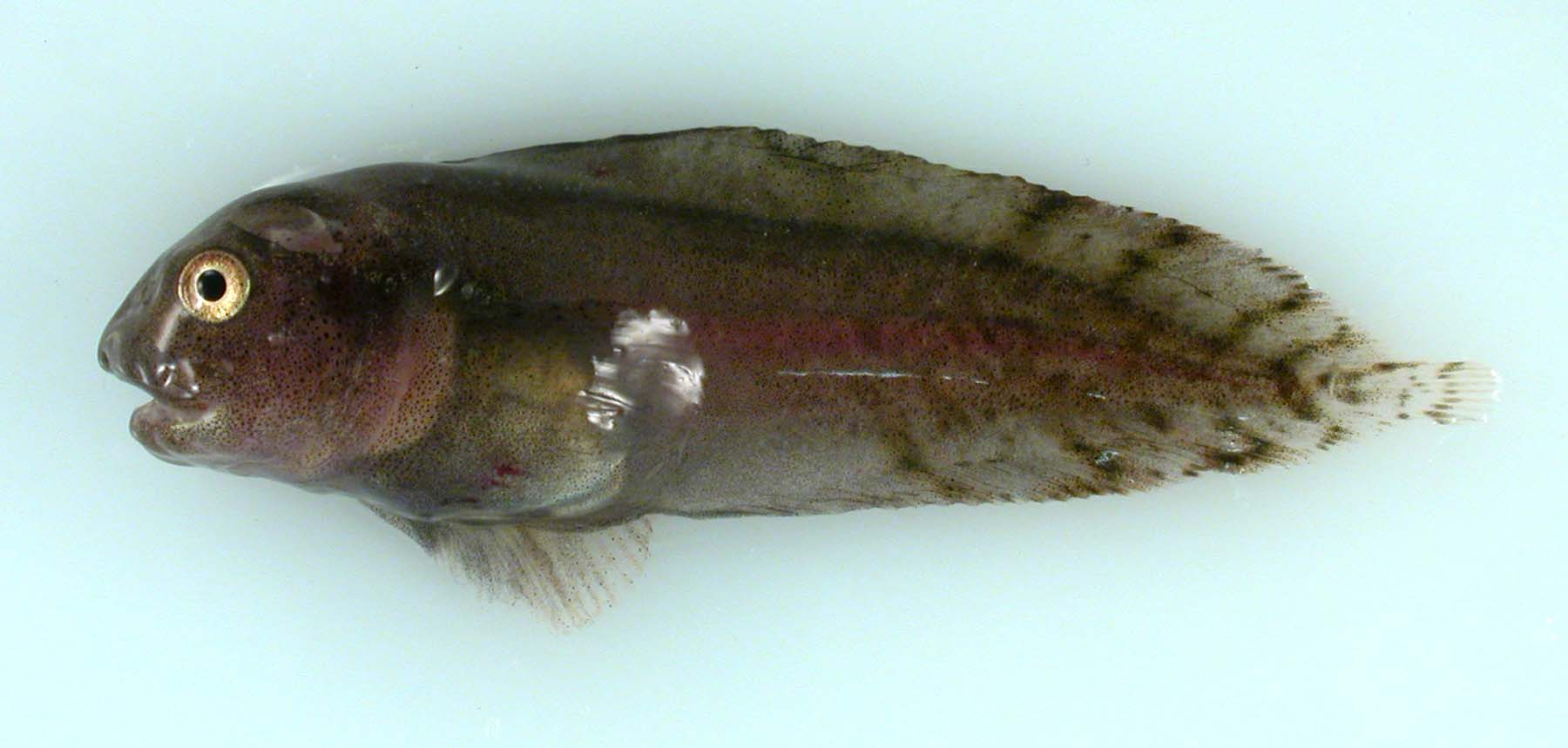
Liparis fabricii.

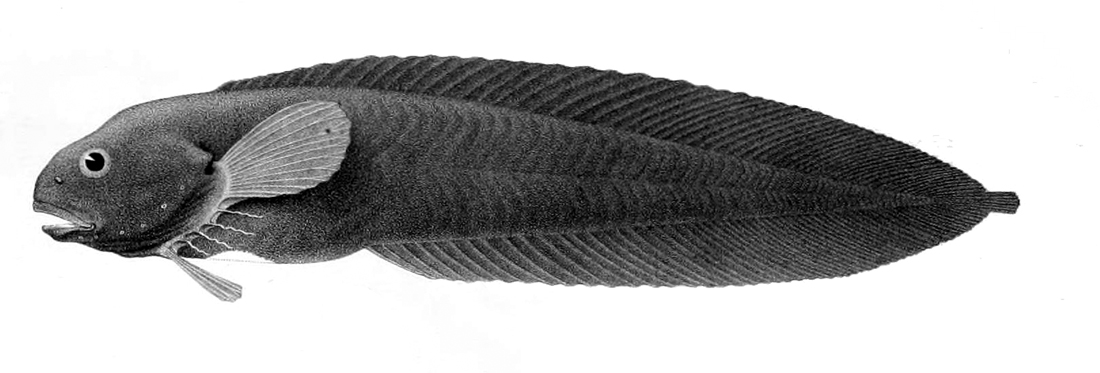
Paraliparis bathybius.

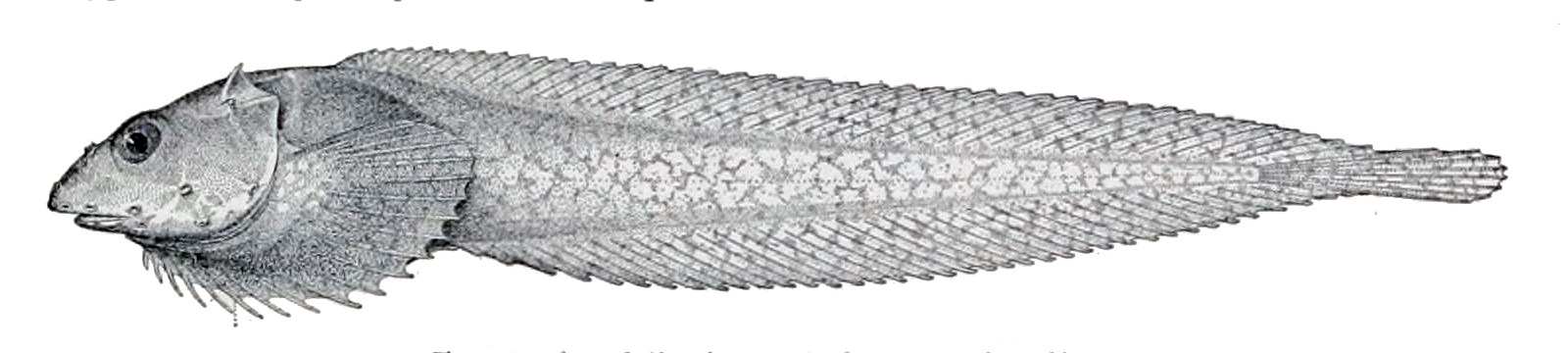
Acantholiparis opercularis.

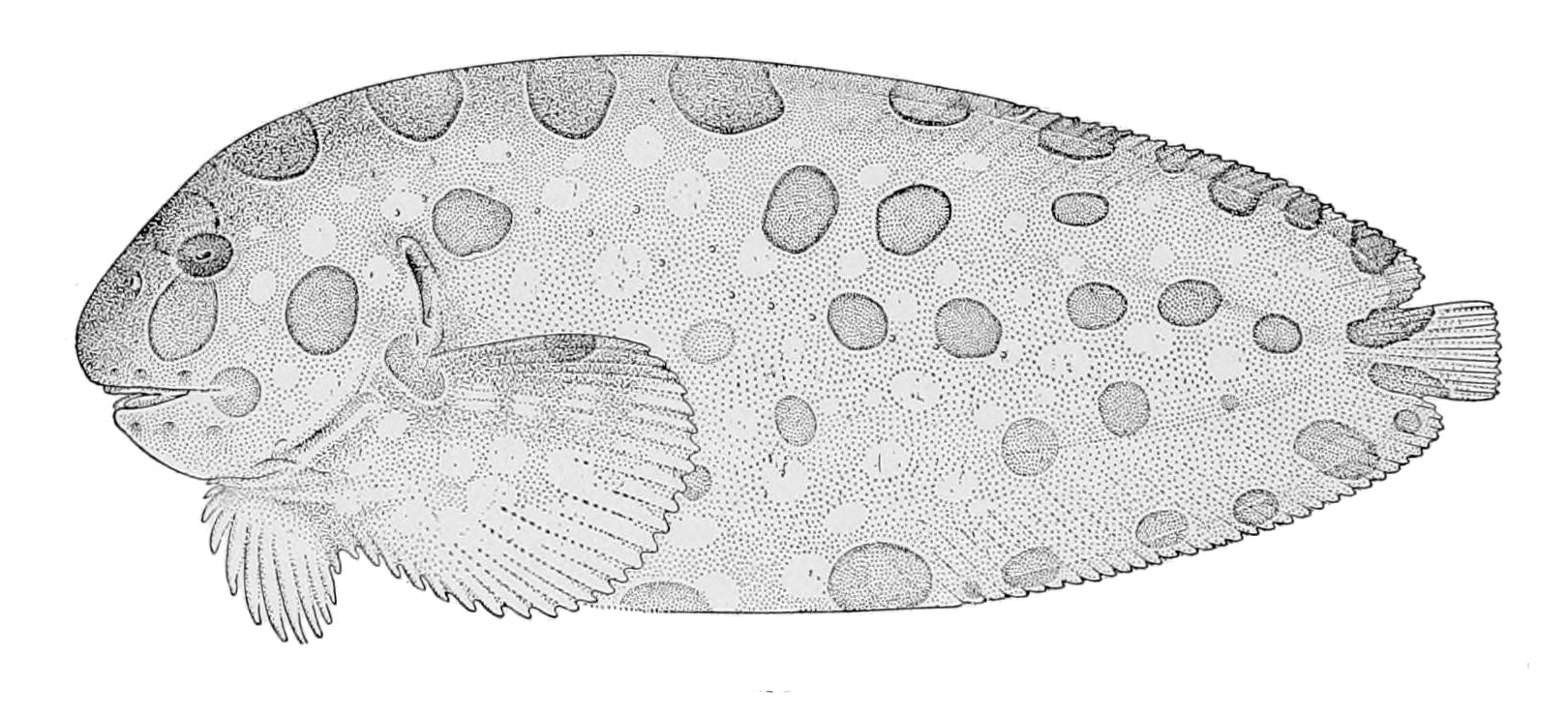
Crystallichthys cyclospilus.

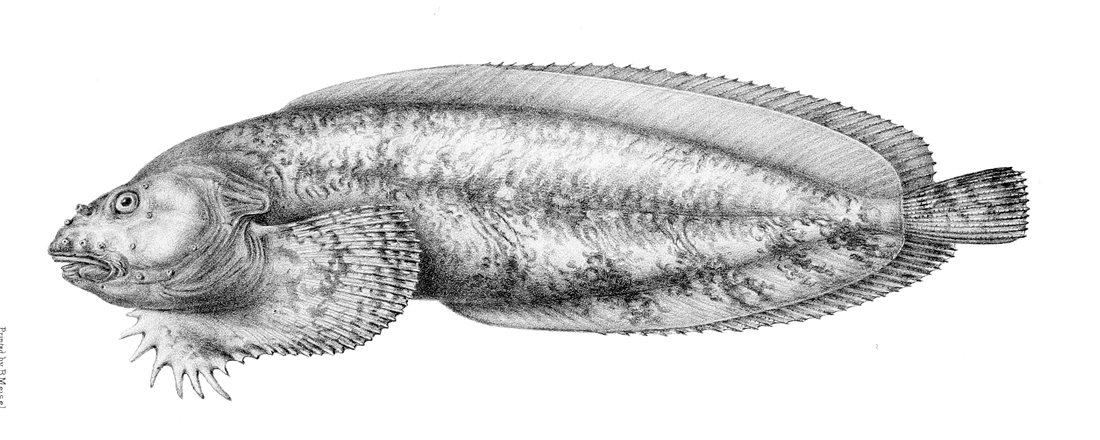
Liparis agassizii.

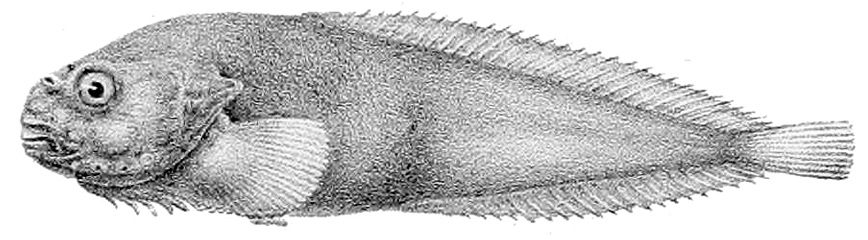
Liparis antarctica.

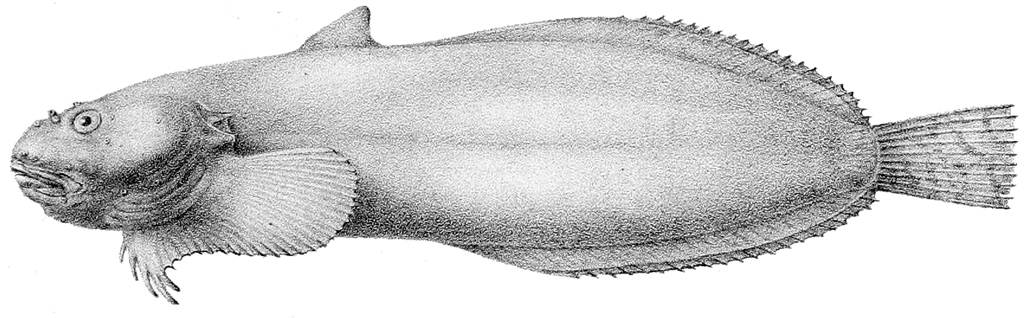
Liparis mucosus.

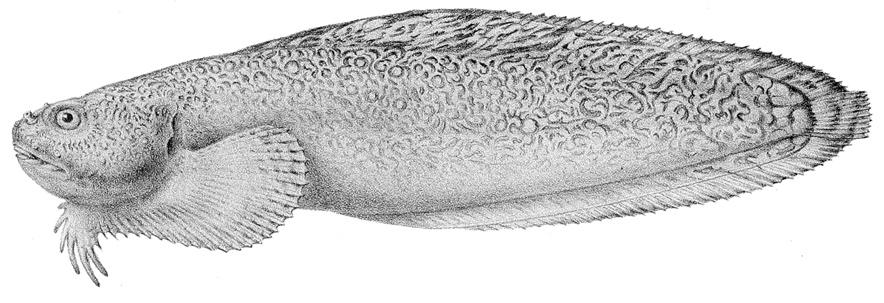
Liparis pulchellus.

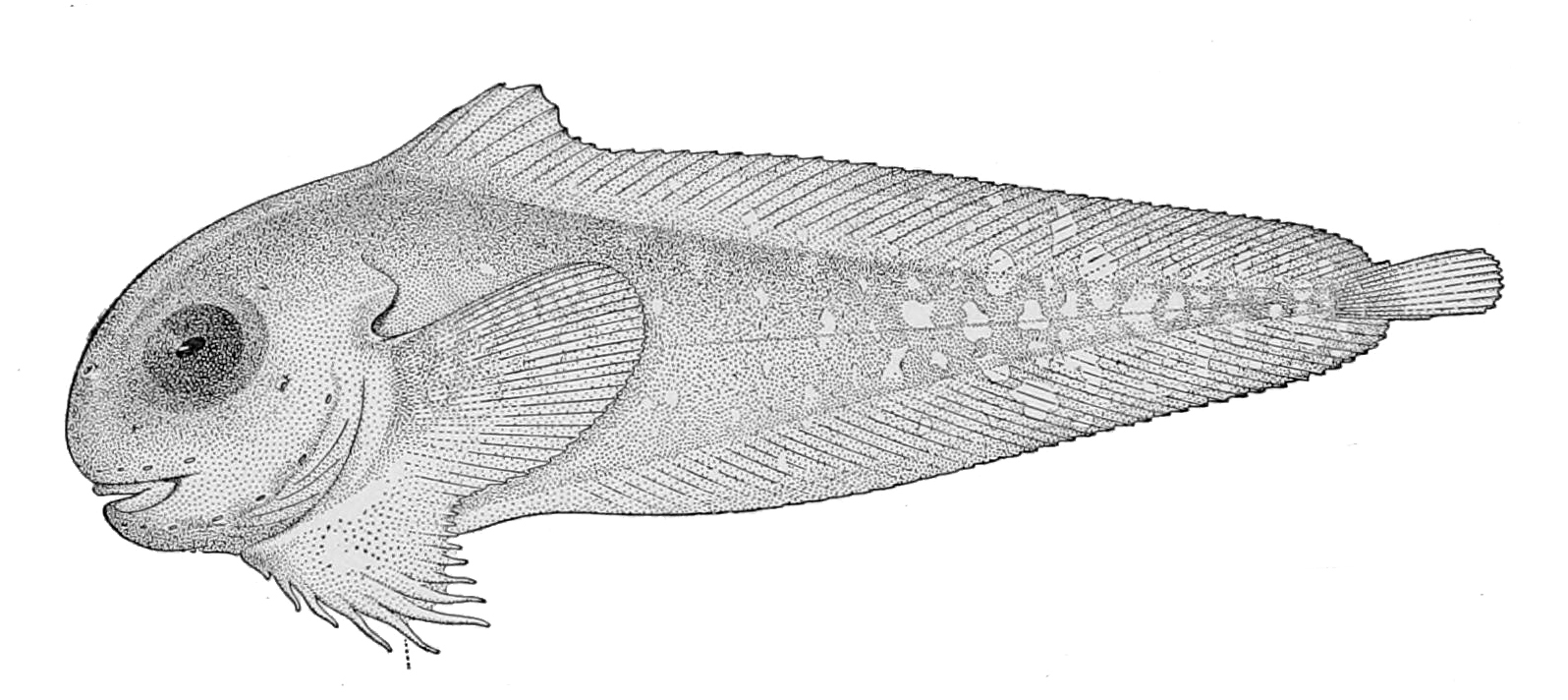
Temnocora candida.

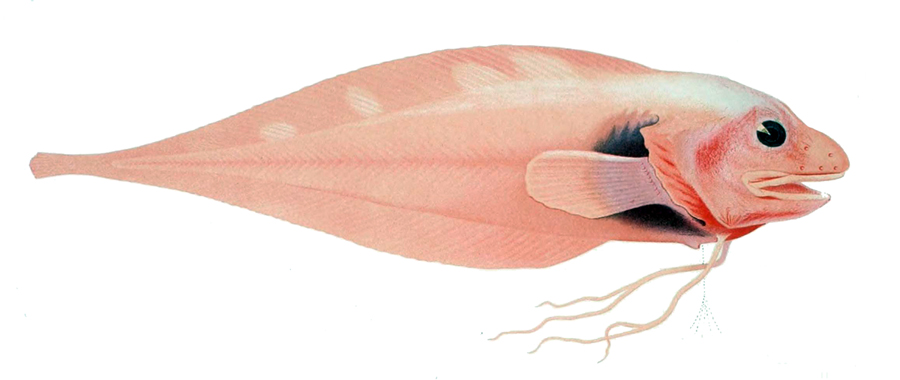
Rhodichthys regina.

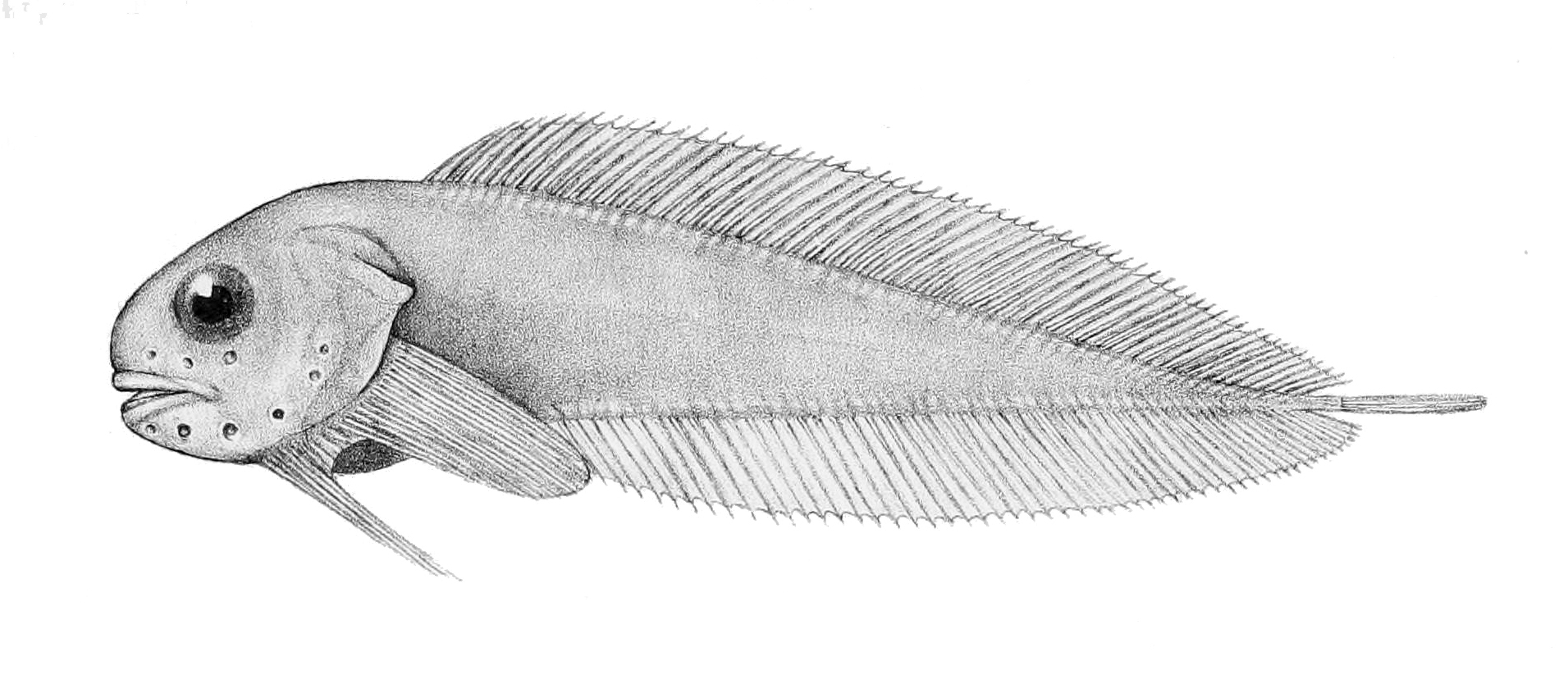
Paraliparis antarcticus.

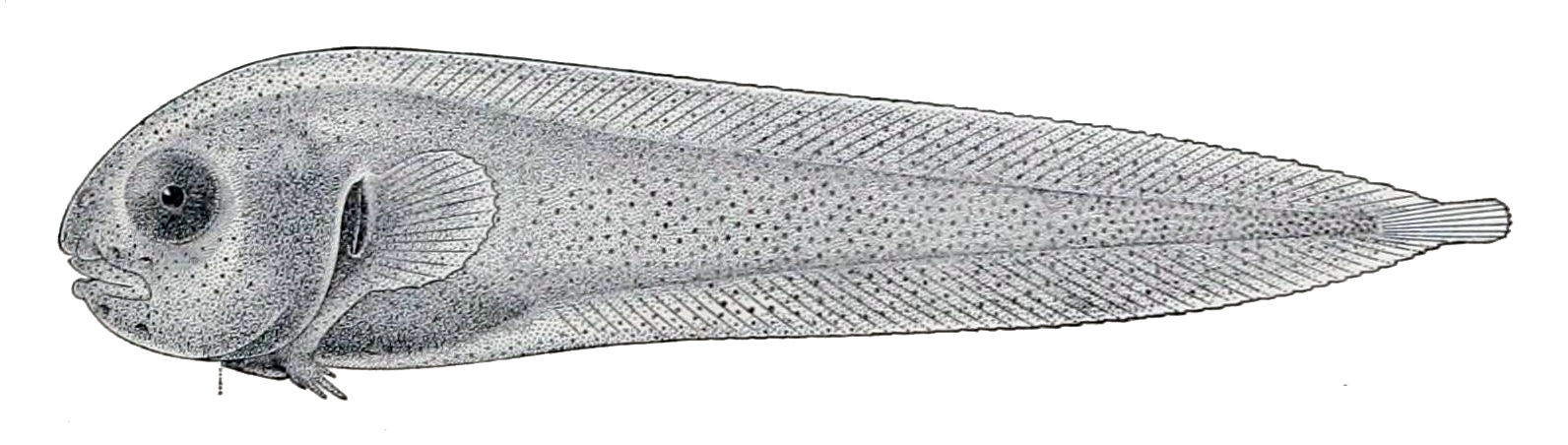
Nectoliparis pelagicus.

Liparidae é uma família de peixes marinhos actinopterígeos escorpeniformes, maioritariamente das águas profundas e frias, que agrupa um conjunto diversificado de espécies conhecidas pelo nome comum de peixe-caracol (do inglês: snailfish ou seasnails). Com 30 géneros e cerca de 360 espécies, a família apresenta uma extensa área de distribuição natural que se estende do Árctico ao Antárctico, incluindo o norte do Pacífico, área onde apresenta a máxima diversidade. A família tem relações filogenéticas próximas com as famílias Cottidae e Cyclopteridae, sendo os seus membros por vezes incluídos nesta última família.

## Descrição
A família Liparidae é pouco estudada e são poucos detalhes sobre a sua biologia e etologia. As espécies que a compõem apresentam uma morfologia característica, com corpos alongados, em forma de girino, com um perfil semelhante aos peixes gadiformes da família Macrouridae, com corpos delgados, grosseiramente triangulares, terminando numa cauda muito estreita e pequena. As cabeças são grandes, com olhos pequenos. Os dentes são pequenos e simples, com cúspides contundentes. Sendo espécies cujo habitat é o fundo do mar, apresentam poros sensoriais proeminentes na cabeça e ao longo da linha lateral.
Os peixes-caracol não apresentam escamas, tendo uma pele fina e gelatinosa, característica que deu origem ao seu nome comum. Algumas espécies, como Acantholiparis opercularis, apresentam protuberâncias espinhosas.
As extensas barbatanas dorsal e anal podem fundir-se, ou quase fundir-se, com a barbatana caudal. As barbatanas peitorais são grandes, constituindo o principal meio de locomoção dos peixes desta família. Embora esta adaptação esteja ausenta nos géneros Paraliparis e Nectoliparis, por serem espécies bentónicas a maioria das espécies desta família apresenta as barbatanas pélvicas modificadas para formar um disco adesivo, quase circular.
O comprimento corporal dos peixes desta família varia entre os 5 cm da espécie Paraliparis australis e os 77 cm da espécie Polypera simushirae. Esta última espécie pode atingir um peso de 11 kg, mas a maioria das espécies são de baixo peso, o que associado ao aspecto pouco atractivo destes peixes os torna pouco interessantes para a pesca comercial.

## Distribuição e habitat
As espécies da família Liparidae ocupam uma gama alargada de habitats bentónicos, em águas frias e em águas subtropicais, distribuindo-se desde o fundo das pequenas calhetas da zona entremarés às regiões abissais situadas a profundidades superiores a 7 500 m.
O diminutivo Liparis inquilinus (conhecido por peixe-inquilino) do noroeste do Atlântico é conhecida por viver no interior da cavidade do manto da vieira Placopecten magellanicus. A espécie Liparis tunicatus habita entre as macroalgas das florestas de algas do Estreito de Bering e do estuário do Rio São Lourenço. A única espécie do género Rhodichthys é endémica no Mar da Noruega. Outras espécies são encontradas em fundos lodosos ou siltosos dos taludes continentais. Com espécies extremamente resilientes, a família apresenta a sua máxima diversidade e abundância nas águas profundas das regiões polares.
Em Outubro de 2008, uma expedição científica conjunta do Reino Unido e do Japão descobriu um cardume de Pseudoliparis amblystomopsis a uma profundidade de 7,7 km na Fossa do Japão.
A dieta dos peixes-caracol consiste principalmente de pequeno crustáceos bentónicos, moluscos, vermes, poliquetas e outros pequenos invertebrados. Algumas espécies são também piscívoras. Existem também espécies especializadas na predação de determinados grupos taxonómicos, tais como Paraliparis rosaceus que se alimenta exclusivamente de pepinos-do-mar.

## Reprodução
As estratégias reprodutivas dos peixes desta família são pouco conhecidas, mas são claramente variáveis entre as espécies. Pelo menos uma espécie, Careproctus ovigerum, do Pacífico Norte, é conhecido por praticar a incubação bucal, isto é, o macho da espécie carrega os ovos em desenvolvimento ao redor de sua boca. Todas as espécies cuja reprodução é conhecida apresentam posturas com um pequeno número de ovos (c. 300) com dimensões relativamente grandes (4,5-8,0 mm de diâmetro. Algumas espécies do género Careproctus depositam os seus ovos na cavidades das guelras de caranguejos da família Lithodidae (os caranguejos-reais).

## Géneros
Esta família inclui os seguintes géneros:
- Acantholiparis
- Aetheliparis[6]
- Allocareproctus
- Careproctus
- Crystallias
- Crystallichthys
- Eknomoliparis
- Elassodiscus Gilbert & Burke, 1912
- Eutelichthys Tortonese, 1959
- Genioliparis Andriashev & Neyelov, 1976
- Gyrinichthys Gilbert, 1896
- Liparis Scopoli, 1777
- Lipariscus Gilbert, 1915
- Lopholiparis Orr, 2004
- Nectoliparis Gilbert & Burke, 1912
- Notoliparis Andriashev, 1975
- Osteodiscus Stein, 1978
- Palmoliparis Balushkin, 1996
- Paraliparis Collett, 1879
- Polypera Burke, 1912
- Praematoliparis Andriashev, 2003
- Prognatholiparis Orr & Busby, 2001
- Psednos Barnard, 1927
- Pseudoliparis Andriashev, 1955
- Pseudonotoliparis Pitruk, 1991
- Rhinoliparis Gilbert, 1896
- Rhodichthys Collett, 1879
- Squaloliparis Pitruk & Fedorov, 1993
- Temnocora Burke, 1930
- Volodichthys[7]

### Espécies
Entre outras, a família inclui as seguintes espécies:
- Acantholiparis (Gilbert & Burke, 1912)
  - Acantholiparis caecus
  - Acantholiparis opercularis
- Aetheliparis Stein, 2012
  - Aetheliparis taurocanis Stein, 2012
- Allocareproctus (Pitruk & Fedorov, 1993)
  - Allocareproctus jordani
- Careproctus (Krøyer, 1862)
  - (112 espécies)
- Crystallichthys (Jordan & Gilbert in Jordan & Evermann, 1898)
  - Crystallichthys cyclospilus
  - Crystallichthys matsushimae
  - Crystallichthys mirabilis
- Edentoliparis (Andriashev, 1990)
  - Edentoliparis terraenovae
- Eknomoliparis (Stein, Meléndez C. & Kong U., 1991)
  - Eknomoliparis chirichignoae
- Elassodiscus (Gilbert & Burke, 1912)
  - Elassodiscus caudatus
  - Elassodiscus tremebundus
  - Elassodiscus obscurus
- Eutelichthys (Tortonese, 1959)
  - Eutelichthys leptochirus
- Genioliparis (Andriashev & Neyelov, 1976)
  - Genioliparis lindbergi
- Gyrinichthys (Gilbert, 1896)
  - Gyrinichthys minytremus
- Liparis (Scopoli, 1777)
  - Liparis agassizii
  - Liparis alboventer
  - Liparis antarctica
  - Liparis atlanticus
  - Liparis beringianus
  - Liparis bikunin
  - Liparis bristolensis
  - Liparis burkei
  - Liparis callyodon
  - Liparis catharus
  - Liparis chefuensis
  - Liparis coheni
  - Liparis curilensis
  - Liparis cyclopus
  - Liparis dennyi
  - Liparis dubius
  - Liparis dulkeiti
  - Liparis eos
  - Liparis fabricii
  - Liparis fishelsoni
  - Liparis florae
  - Liparis frenatus
  - Liparis fucensis
  - Liparis gibbus
  - Liparis greeni
  - Liparis herschelinus
  - Liparis inquilinus
  - Liparis koefoedi
  - Liparis kusnetzovi
  - Liparis latifrons
  - Liparis liparis
  - Liparis maculatus
  - Liparis magacephalus
  - Liparis marmoratus
  - Liparis megacephalus
  - Liparis micraspidophorus
  - Liparis miostomus
  - Liparis montagui
  - Liparis mucosus
  - Liparis newmani
  - Liparis niger
  - Liparis ochotensis
  - Liparis owstoni
  - Liparis petschiliensis
  - Liparis pravdini
  - Liparis pulchellus
  - Liparis punctulatus
  - Liparis rutteri
  - Liparis schantarensis
  - Liparis takashimensis
  - Liparis tanakai
  - Liparis tessellatus
  - Liparis tunicatus
- Lipariscus (Gilbert, 1915)
  - Lipariscus nanus
- Lopholiparis
  - Lopholiparis flerxi
- Nectoliparis (Gilbert & Burke, 1912)
  - Nectoliparis pelagicus
- Notoliparis (Andriashev, 1975)
  - Notoliparis antonbruuni Stein, 2005
  - Notoliparis kermadecensis (Nielsen, 1964)
  - Notoliparis kurchatovi
  - Notoliparis macquariensis
- Osteodiscus (Stein, 1978)
  - Osteodiscus andriashevi
  - Osteodiscus cascadiae
  - Osteodiscus rhepostomias Stein, 2012
- Palmoliparis (Balushkin, 1996)
  - Palmoliparis beckeri
- Paraliparis (Collett, 1879)
  - (140 espécies)
- Polypera (Burke, 1912)
  - Polypera simushirae
- Praematoliparis (Andriashev, 2003)
  - Praematoliparis anarthractae
- Prognatholiparis (Orr & Busby, 2001)
  - Prognatholiparis ptychomandibularis
- Psednos (Barnard, 1927)
  - Psednos argyrogaster Stein, 2012
  - Psednos chathami Stein, 2012
  - Psednos christinae
  - Psednos cryptocaeca Stein, 2012
  - Psednos longiventris Stein, 2012
  - Psednos microstomus Stein, 2012
  - Psednos nemnezi Stein, 2012
  - Psednos platyoperculosus Stein, 2012
  - Psednos struthersi Stein, 2012
- Pseudoliparis (Andriashev, 1955)
  - Pseudoliparis amblystomopsis (Andriashev, 1955)
  - Pseudoliparis belyaevi
- Pseudonotoliparis (Pitruk, 1991)
  - Pseudonotoliparis rassi
- Rhinoliparis (Gilbert, 1896)
  - Rhinoliparis attenuatus
  - Rhinoliparis barbulifer
- Rhodichthys (Collett, 1879)
  - Rhodichthys regina
- Squaloliparis (Pitruk & Fedorov, 1993)
  - Squaloliparis dentatus
- Temnocora (Burke, 1930)
  - Temnocora candida
- Volodichthys Balushkin, 2012
  - Volodichthys solovjevae Balushkin, 2012